# Nanwangdian
Nanwangdian (kinesiska: 南王店乡, 南王店) är en socken i Kina. Den ligger i provinsen Shandong, i den östra delen av landet, omkring 220 kilometer sydväst om provinshuvudstaden Jinan. Antalet invånare är 24514. Befolkningen består av 12 582 kvinnor och 11 932 män. Barn under 15 år utgör 20,0 %, vuxna 15-64 år 67 %, och äldre över 65 år 11,0 %.
Genomsnittlig årsnederbörd är 778 millimeter. Den regnigaste månaden är juli, med i genomsnitt 192 mm nederbörd, och den torraste är januari, med 6 mm nederbörd.